# Kevin Candela
Lucas Kevin Candela (Bragado, Provincia de Buenos Aires; 26 de noviembre de 1992) es un piloto argentino de automovilismo. Desarrolló su carrera deportiva a nivel nacional, compitiendo en las divisiones inferiores de la Asociación Corredores de Turismo Carretera. Sus participaciones se desarrollaron siempre bajo la tutela de su padre Enrique Candela, quien supiera ser piloto de Turismo Carretera en los años 1990 y quien junto a su familia regentea su propia escudería, el Candela Competición.
Inició su carrera en el año 2010, debutando en el TC Pista Mouras, donde tras tres años de participación, ascendió a la divisional TC Mouras, donde debutó en el año 2013. Tras su paso por esta divisional, en 2017 obuvo el ascenso al TC Pista, divisional en la que debutó en 2018 y de la cual se proclamó campeón en la temporada 2021, logrando su primer título en el automovilismo nacional y el correspondiente ascenso al Turismo Carretera.

## Trayectoria
| Temporada | Categoría       | Equipo              | Automóvil   | Carreras | Victorias | Podios | Poles | VR    | Puntos | Pos.  |
| --------- | --------------- | ------------------- | ----------- | -------- | --------- | ------ | ----- | ----- | ------ | ----- |
| 2010      | TC Pista Mouras | Candela Competición | Ford Falcon | 8        | 0         | 0      | 0     | 0     | 46.50  | 16.º  |
| 2011      | TC Pista Mouras | Candela Competición | Ford Falcon | 14       | 0         | 0      | 0     | 0     | 60.25  | 14.º  |
| 2012      | TC Pista Mouras | Candela Competición | Ford Falcon | 13       | 0         | 1      | 0     | 0     | 70.00  | 13.º  |
| 2013      | TC Mouras       | Candela Competición | Ford Falcon | 13       | 0         | 0      | 0     | 0     | 418.00 | 11.º  |
| 2014      | TC Mouras       | Candela Competición | Ford Falcon | 6        | 0         | 0      | 0     | 0     | 148.00 | 25.º  |
| 2015      | TC Mouras       | Candela Competición | Ford Falcon | 14       | 0         | 0      | 0     | 0     | 303.00 | 17.º  |
| 2016      | TC Mouras       | Candela Competición | Ford Falcon | 14       | 0         | 1      | 0     | 0     | 364.25 | 15.º  |
| 2017      | TC Mouras       | Candela Competición | Ford Falcon | 15       | 1         | 5      | 0     | 0     | 516.75 | 5.º   |
| 2018      | TC Pista        | Candela Competición | Ford Falcon | 13       | 0         | 0      | 0     | 0     | 293.50 | 17.º  |
| 2019      | TC Pista        | Candela Competición | Ford Falcon | 13       | 0         | 0      | 0     | 2     | 241.75 | 19.º  |
| 2020      | TC Pista        | Candela Competición | Ford Falcon | 11       | 0         | 1      | 0     | 0     | 285.75 | 10.º  |
| 2021      | TC Pista        | Candela Competición | Ford Falcon | 14       | 2         | 4      | 0     | 2     | 622.00 | 1.º   |
| Fuente    | [ 4 ]           | [ 4 ]               | [ 4 ]       | [ 4 ]    | [ 4 ]     | [ 4 ]  | [ 4 ] | [ 4 ] | [ 4 ]  | [ 4 ] |

## Resultados

### TC Pista Mouras
| Temporadas          | Temporadas  | Fechas | Fechas | Fechas | Fechas | Fechas | Fechas | Fechas | Fechas | Fechas | Fechas | Fechas | Fechas | Fechas | Fechas | Posición Final      |
| Equipo              | Automóvil   | Fechas | Fechas | Fechas | Fechas | Fechas | Fechas | Fechas | Fechas | Fechas | Fechas | Fechas | Fechas | Fechas | Fechas | Posición Final      |
| ------------------- | ----------- | ------ | ------ | ------ | ------ | ------ | ------ | ------ | ------ | ------ | ------ | ------ | ------ | ------ | ------ | ------------------- |
| 2010                | 2010        | 01     | 02     | 03     | 04     | 05     | 06     | 07     | 08     | 09     | 10     | 11     | 12     | 13     | 14     | 16.º (46.50 puntos) |
| Candela Competición | Ford Falcon | NP     | NP     | NP     | NP     | NP     | 18     | 5.º    | 12     | 10     | 15     | 18     | 20     | NP     | 6.º    | 16.º (46.50 puntos) |
|                     |             |        |        |        |        |        |        |        |        |        |        |        |        |        |        |                     |
| 2011                | 2011        | 01     | 02     | 03     | 04     | 05     | 06     | 07     | 08     | 09     | 10     | 11     | 12     | 13     | 14     | 14.º (60.25 puntos) |
| Candela Competición | Ford Falcon | 29     | 6.º    | 32     | 35     | 20     | 29     | 13     | 33     | 8.º    | 9.º    | 31     | 8.º    | 6.º    | 13     | 14.º (60.25 puntos) |
|                     |             |        |        |        |        |        |        |        |        |        |        |        |        |        |        |                     |
| 2012                | 2012        | 01     | 02     | 03     | 04     | 05     | 06     | 07     | 08     | 09     | 10     | 11     | 12     | 13     | 14     | 13.º (70.00 puntos) |
| Candela Competición | Ford Falcon | NL     | 11     | 2.º    | 22     | 27     | SV     | 7.º    | 33     | SV     | 4.º    | 9.º    | 13     | 23     | 9.º    | 13.º (70.00 puntos) |

### TC Mouras
| Temporadas          | Temporadas  | Fechas                                                            | Fechas | Fechas | Fechas | Fechas | Fechas | Fechas | Fechas | Fechas | Fechas | Fechas | Fechas | Fechas | Fechas | Fechas               | Posición Final       |
| Equipo              | Automóvil   | Fechas                                                            | Fechas | Fechas | Fechas | Fechas | Fechas | Fechas | Fechas | Fechas | Fechas | Fechas | Fechas | Fechas | Fechas | Fechas               | Posición Final       |
| ------------------- | ----------- | ----------------------------------------------------------------- | ------ | ------ | ------ | ------ | ------ | ------ | ------ | ------ | ------ | ------ | ------ | ------ | ------ | -------------------- | -------------------- |
| 2013                | 2013        | 01                                                                | 02     | 03     | 04     | 05     | 06     | 07     | 08     | 09     | 10     | 11     | 12     | 13     | 14     |                      | 11.º (418.00 puntos) |
| Candela Competición | Ford Falcon | 8.º                                                               | 9º     | 9º     | 5.º    | 11     | 8.º    | 15     | SV     | 10     | 5.º    | 12     | 8.º    | 15     | 19     |                      | 11.º (418.00 puntos) |
|                     |             |                                                                   |        |        |        |        |        |        |        |        |        |        |        |        |        |                      |                      |
| 2014                | 2014        | [[Archivo:\|20x20px\|border\|Bandera del Partido de La Costa]] 01 | 02     | 03     | 04     | 05     | 06     | 07     | 08     | 09     | 10     | 11     | 12     | 13     | 14     | 26.º (148.00 puntos) |                      |
| Candela Competición | Ford Falcon | NP                                                                | NP     | 15     | NP     | NP     | NP     | NP     | NP     | 20     | 15     | NL     | 13     | 6.º    | 17     | 26.º (148.00 puntos) |                      |
|                     |             |                                                                   |        |        |        |        |        |        |        |        |        |        |        |        |        |                      |                      |
| 2015                | 2015        | [[Archivo:\|20x20px\|border\|Bandera del Partido de La Costa]] 01 | 02     | 03     | 04     | 05     | 06     | 07     | 08     | 09     | 10     | 11     | 12     | 13     | 14     | 17.º (303.00 puntos) |                      |
| Candela Competición | Ford Falcon | 12                                                                | 25     | 12     | 21     | 27     | 25     | 21     | 24     | 16     | 14     | 14     | 19     | 7.º    | 10     | 17.º (303.00 puntos) |                      |
|                     |             |                                                                   |        |        |        |        |        |        |        |        |        |        |        |        |        |                      |                      |
| 2016                | 2016        | [[Archivo:\|20x20px\|border\|Bandera del Partido de La Costa]] 01 | 02     | 03     | 04     | 05     | 06     | 07     | 08     | 09     | 10     | 11     | 12     | 13     | 14     | 15                   | 15.º (364.25 puntos) |
| Candela Competición | Ford Falcon | 27                                                                | 7.º    | 19     | 7.º    | 5.º    | 17     | 14     | 13     | Ex.    | 16     | 20     | 14     | 3.º    | 17     | 18                   | 15.º (364.25 puntos) |
|                     |             |                                                                   |        |        |        |        |        |        |        |        |        |        |        |        |        |                      |                      |
| 2017                | 2017        | [[Archivo:\|20x20px\|border\|Bandera del Partido de La Costa]] 01 | 02     | 03     | 04     | 05     | 06     | 07     | 08     | 09     | 10     | 11     | 12     | 13     | 14     | 15                   | 5.º (516.75 puntos)  |
| Candela Competición | Ford Falcon | 7.º                                                               | 2º     | 2º     | 4.º    | 3.º    | 12     | 1.º    | 8.º    | Ex.    | 3.º    | 5.º    | 15     | 20     | 10     | 12                   | 5.º (516.75 puntos)  |

### TC Pista
| Temporadas          | Temporadas  | Fechas | Fechas | Fechas | Fechas | Fechas | Fechas | Fechas | Fechas | Fechas | Fechas | Fechas | Fechas | Fechas | Fechas | Fechas | Posición Final       |
| Equipo              | Automóvil   | Fechas | Fechas | Fechas | Fechas | Fechas | Fechas | Fechas | Fechas | Fechas | Fechas | Fechas | Fechas | Fechas | Fechas | Fechas | Posición Final       |
| ------------------- | ----------- | ------ | ------ | ------ | ------ | ------ | ------ | ------ | ------ | ------ | ------ | ------ | ------ | ------ | ------ | ------ | -------------------- |
| 2018                | 2018        | 01     | 02     | 03     | 04     | 05     | 06     | 07     | 08     | 09     | 10     | 11     | 12     | 13     | 14     | 15     | 17.º (293.50 puntos) |
| Candela Competición | Ford Falcon | 8.º    | 14     | 31     | 5.º    | 22     | 30     | SV     | 7.º    | 26     |        |        |        |        |        |        | 17.º (293.50 puntos) |
|                     |             |        |        |        |        |        |        |        |        |        |        |        |        |        |        |        |                      |
| 2019                | 2019        | 01     | 02     | 03     | 04     | 05     | 06     | 07     | 08     | 09     | 10     | 11     | 12     | 13     | 14     | 15     | 19.º (241.00 puntos) |
| Candela Competición | Ford Falcon | 25     | 18     | 26     | 20     | 22     | 12     | 5.º    | 23     | 15     | 18     | NP     | 15     | 22     | 21     | NL     | 19.º (241.00 puntos) |
|                     |             |        |        |        |        |        |        |        |        |        |        |        |        |        |        |        |                      |
| 2020                | 2020        | 01     | 01     | 02     | 02     | 03     | 03     | 04     | 04     | 05     | 06     | 07     | 08     | 09     | 10     | 11     | 10.º (285.75 puntos) |
| Candela Competición | Ford Falcon | 23     | 23     | 10     | 10     | 11     | 11     | 17     | 17     | 19     | 3.º    | 5.º    | 13     | 19     | 16     | 4.º    | 10.º (285.75 puntos) |
|                     |             |        |        |        |        |        |        |        |        |        |        |        |        |        |        |        |                      |
| 2021                | 2021        | 01     | 02     | 03     | 04     | 05     | 06     | 07     | 08     | 09     | 10     | 11     | 12     | 13     | 14     | 15     | 1.º (622.00 puntos)  |
| Candela Competición | Ford Falcon | 30     | 32     | 2.º    | SV     | 19     | 17     | 32     | 1.º    | 5.º    | 9.º    | 11     | 2.º    | 4.º    | 8.º    | 1.º    | 1.º (622.00 puntos)  |